# Renaud Meyer
 (octobre 2009).
Si vous disposez d'ouvrages ou d'articles de référence ou si vous connaissez des sites web de qualité traitant du thème abordé ici, merci de compléter l'article en donnant les références utiles à sa vérifiabilité et en les liant à la section « Notes et références ».
Renaud Meyer est un écrivain, metteur en scène et acteur français né en 1965. Il a été juriste, puis journaliste, avant de se consacrer au théâtre et à l’écriture.
Il est l’auteur de cinq romans. Les Deux Morts de Hannah K., paru en 2003, a été adapté en 2004 au théâtre (avec une nomination aux Molière de la meilleure comédienne pour Marianne Épin). Terre étrangère a paru en août 2023 chez Buchet-Chastel.  
Il est lauréat de la Fondation Beaumarchais en 2005 pour Jour de colère (mise en espace par Nicolas Lormeau au théâtre du Rond-Point et coup de cœur du TNP-Villeurbanne).
Il est l'auteur de Zelda et Scott, qu’il a mis en scène en 2013 au Théâtre La Bruyère, avec Sara Giraudeau, Julien Boisselier et Jean-Paul Bordes qui jouaient respectivement Zelda Sayre, Francis Scott Fitzgerald et Ernest Hemingway. En 2015, il met en scène sa seconde pièce "Mes parents sont des enfants comme les autres", au Théâtre Saint-Georges, avec notamment José Paul.
Il écrit des fictions pour France Inter. Depuis 2006, plus de cinquante dramatiques. Pour le programme Nuits noires : Au nom du père, Mort à crédit, Sans retour possible, Sœurs, Poste restante, Exaltation, Le Scénario, Shabbat Shalom, La Cure, Speed dating, Le Syndrome de Kafka, La Recette, Coup de cœur, Le Rêve d’Albi, Inséparables, U.M., Le Déménagement, Au bout de la nuit, La Solitude du lapin rose, Kamasutra. Pour les programmes Autant en emporte l'Histoire et Affaires sensibles : Golda Meir et la construction d’Israël, Machiavel à l’école des princes, Charcot, magicien de la Salpêtrière, Simone Weil, une philosophe dans la tourmente, Le Dernier Roman d’Irène Némirovsky, Gertrude Stein, une Américaine à Paris, André Malraux, un écrivain dans l'Histoire, Laurence Olivier, de Londres à Hollywood, Jean Seberg et Romain Gary, Simone Weil, 1943, Golda Meir, une femme Premier ministre, Robert Capa, l'éternel mystère, Gérard Philipe, rencontre avec le Cid, Le Jour où Fellini rencontra Fellini, Louis Jouvet, l'odyssée sud-américaine, La Loi Veil, un combat pour la liberté, Montand – Signoret, la perte des illusions, Michel Navratil, orphelin du Titanic, Pierre Gilliard, un précepteur chez les Romanov, Jeanne de la Motte et le Collier de la reine, Anna Freud, la psychanalyse face au nazisme, Albert Londres, le dernier reportage, Jesse Owens, un champion défie Hitler, Mitterrand, de Pétain à de Gaulle, Algérie 61, Gainsbourg, itinéraire vers la célébrité, Romy Schneider, la passion Delon, Lettres d'amour de François Mitterrand, Je suis Jan Palach, L'Affaire Cornelius Gurlitt, Christian Didier, l'homme qui a tué René Bousquet...
Il est l'auteur de Contes de Crimm', série audio (6x80' - Circé productions - 2021/2023) : Chaire fraîche, Rouge, Bleus, Taxidermie, Dératisation, La peau d'Anne.
Comme metteur en scène, il a monté Le rêve était presque parfait, Les Diablogues, Rhapsodie in blood et Peau d’âne, en coproduction avec le théâtre Armande Béjart d’Asnières.
En 2023, il a co-mis en scène avec Sara Giraudeau Le syndrome de l'oiseau de Pierre Tré-Hardy au théâtre du Rond-Point, interprété par Sara Giraudeau (Molière de la meilleure comédienne dans un théâtre public) et Patrick d'Assumçao. Spectacle repris en 2024 au théâtre du Petit Saint-Martin.  
En 2024, il a adapté et mis en scène les Mémoires d’Hadrien de Marguerite Yourcenar au Théâtre de Poche Montparnasse, avec Jean-Paul Bordes dans le rôle-titre. Spectacle repris en 2025.    
En tant que comédien, il joue notamment à la Comédie-Française dans des mises en scènes de Daniel Mesguich, Jean-Michel Ribes, Jean-Louis Benoît, Alexander Lang et Véronique Vella. Il a également joué dans des compagnies décentralisées sous les directions de Nicolas Lormeau, Dominique Pompougnac et Jean-Luc Borg.
Renaud Meyer a enseigné à l'Université de Paris III - Sorbonne nouvelle. Il y a animé des ateliers d'écriture théâtrale de 2009 à 2014.
Il a été membre de la commission d’aide à l’écriture pour le Prix radio SACD-Beaumarchais - France Culture - France Inter.
Il est titulaire d’une maîtrise de droit des affaires, d’une maîtrise de sciences politiques et d’un DEA de droit public (Université de Paris I).

## Œuvres
- Les Deux Morts de Hannah K., Pauvert, 2003 - Libretto, 2025. Prix littéraire des Grandes Écoles, Prix de l’Université d’Artois, Prix CLE de Chamalières, finaliste Prix du premier roman, Sélection Prix du Roman FNAC, Sélection Prix Carrefour.
- Room service, Maren Sell éditeurs, 2004.
- Tabloïds, Mercure de France, 2006.
- Terre étrangère, Buchet-Chastel, 2023.
- Retour à Balbec, Buchet-Chastel, 2025.

## Doublage
- 2023 : Mon beau-frère est un vampire (pt) : Homero (Aramis Trindade (pt))